# Gressy (Yverdon-les-Bains)
Gressy (toponimo francese) è una frazione di 167 abitanti del comune svizzero di Yverdon-les-Bains, nel Canton Vaud (distretto del Jura-Nord vaudois).

## Storia

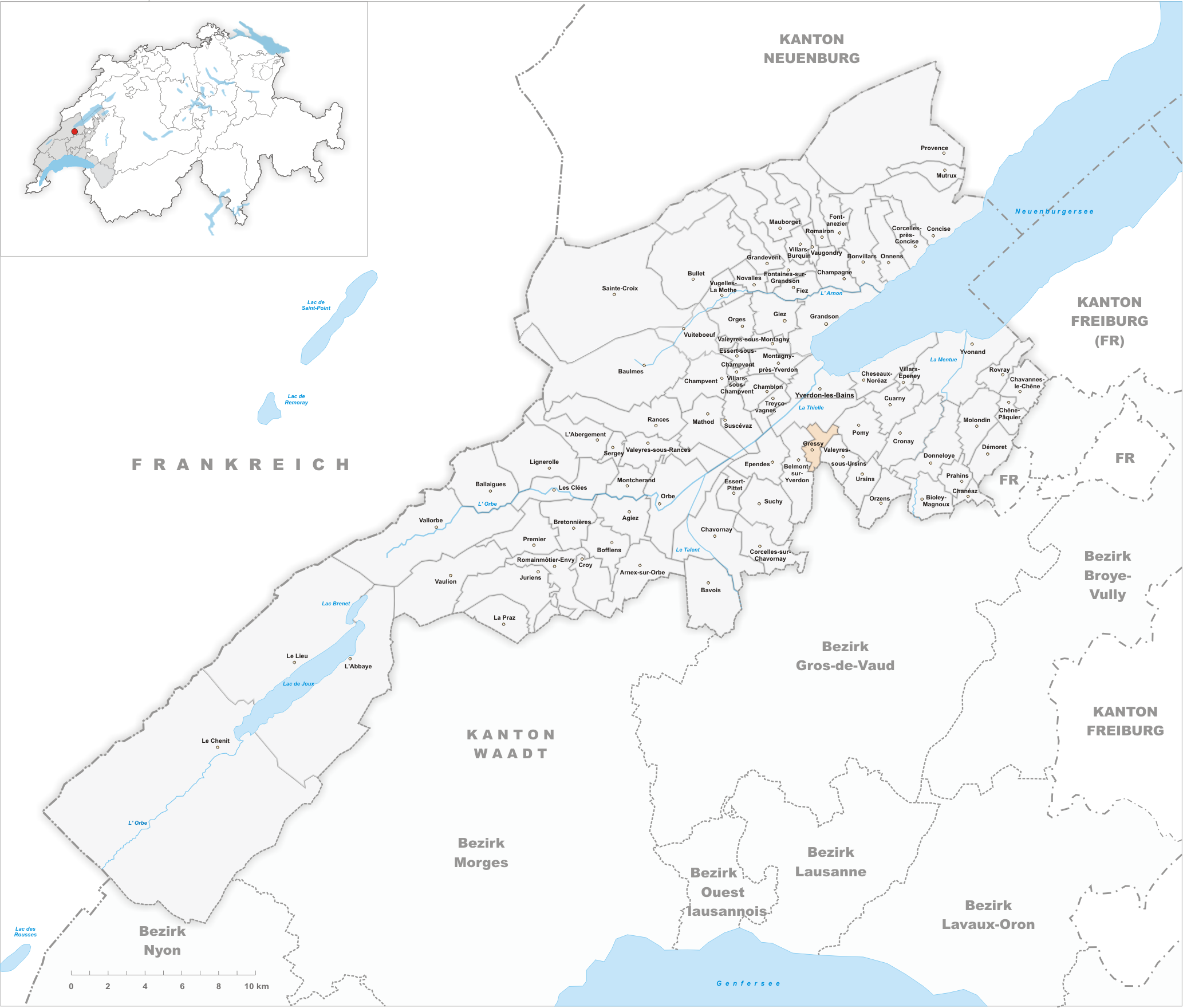
Il territorio del comune di Gressy prima degli accorpamenti comunali del 2011

Già comune autonomo che si estendeva per 2,23 km² e che comprendeva anche la frazione di Sermuz, nel 2011 è stato accorpato al comune di Yverdon-les-Bains.

## Monumenti e luoghi d'interesse
- Chiesa riformata di San Martino, attestata dal 1144[1].

## Società

### Evoluzione demografica
L'evoluzione demografica è riportata nella seguente tabella:
Abitanti censiti

## Amministrazione
Ogni famiglia originaria del luogo fa parte del cosiddetto comune patriziale e ha la responsabilità della manutenzione di ogni bene ricadente all'interno dei confini della frazione.